# U-754
U-754 – niemiecki okręt podwodny (U-Boot) typu VII C z okresu II wojny światowej. Okręt wszedł do służby w sierpniu 1941 roku, a zatopiony został podczas swojego trzeciego rejsu bojowego w lipcu 1942 roku.

## Budowa jednostki i trening załogi
Zamówienie na U-Boota zostało złożone 9 października 1939 roku. Po wybudowaniu dowództwo okrętu objął kapitan marynarki (niem. Kapitänleutnant) Hans Oestermann. Szkolenie załogi odbyło się w 5. Flotylli U-Bootów pomiędzy 28 sierpnia a 30 października 1941 roku. 1 grudnia jednostkę skierowano do 1. Flotylli U-Bootów z bazą w Breście.

## Służba bojowa
U-754 odbył trzy rejsy bojowe, podczas których zatopił 13 statków o łącznej pojemności 55 659 BRT oraz uszkodził jeden (490 BRT). Spędził łącznie 135 dni na morzu.
Wszystkie rejsy bojowe odbyły się w ramach operacji Paukenschlag – rejonem działań było wschodnie wybrzeże Ameryki Północnej.
U-Booty typu VII były okrętami średniego zasięgu i jako takie, nie zostały przystosowane do aż tak dalekich rejsów. W celu oszczędności paliwa, musiały wobec tego pływać z niewielką prędkością, przy wykorzystaniu do napędu tylko jednego silnika Diesla. U-754 ani razu nie uzupełniał jednak zapasów paliwa i żywności z okrętów zaopatrzeniowych (tzw. „mlecznych krów”), mimo iż U-Bootwaffe od czasów drugiego rejsu tej jednostki dysponowała takimi jednostkami, a inne U-Booty biorące udział w operacji Paukenschlag były w ten sposób zaopatrywane.

### Pierwszy rejs bojowy
Okręt wypłynął 30 grudnia 1941 roku z Kilonii, ominął od północy Wyspy Brytyjskie, osiągnął wybrzeże Nowej Fundlandii, a następnie dotarł do bazy w Breście we Francji (zobacz trasę) – był to pierwszy rzut operacji Paukenschlag. Rejs trwał 42 dni, zatopiono w jego trakcie cztery statki o sumarycznej wyporności 11386 BRT.
21 stycznia o 19.22 U-754 storpedował niekonwojowany norweski parowiec „Belize” (2153 BRT) na pozycji 47°21′00″N 52°08′00″W/47,350000 -52,133333. Cała 24-osobowa załoga zginęła (17 Norwegów, 5 Szwedów, Duńczyk oraz chłopak z Hondurasu Brytyjskiego). 24 stycznia kanadyjska korweta odnalazła łódź ratunkową z nazwą statku. Była wypełniona wodą, a w środku znajdowały się cztery ciała.
22 stycznia o 3:42 U-Boot storpedował norweski frachtowiec „William Hansen” (1344 BRT) na pozycji 45°56′00″N 52°57′00″W/45,933333 -52,950000, płynący z amerykańskiej bazy w Argentii do portu St. John. W odwrotnym kierunku wiózł sprzęt wojskowy, teraz płynął pod balastem. Eskortę stanowił trałowiec, którego nikt już więcej nie widział. Po trafieniu torpedą na statku wybuchł pożar oraz szybko zatonął rufą. Z liczącej 19 osób załogi, tylko 8 znalazło się w łodzi ratunkowej, ale 3 z nich wkrótce zginęło z powodu trudnych warunków atmosferycznych. Następnego dnia odnalazła ich korweta „Algoma”, szukająca bezskutecznie rozbitków z innego statku.
25 stycznia o 9:25 U-754 storpedował grecki frachtowiec „Mount Kitheron” (3876 BRT); zatonął on o 9:38 na pozycji 47°32′00″N 52°31′00″W/47,533333 -52,516667. Z liczącej 36 osób załogi uratowało się 24.
27 stycznia o 0:21 okręt wystrzelił salwę trzech torped w stronę greckiego frachtowca „Icarion” (4013 BRT). Po 5 minutach i 25 sekundach jedna z nich trafiła w rufę i o 1:08 frachtowiec zatonął na pozycji 46°02′00″N 52°22′00″W/46,033333 -52,366667. Statek płynął pod balastem na trasie Manchester-Halifax w rozproszonym konwoju ON-53. Z liczącej 29 osób załogi zginęło 9.
9 lutego 1942 roku U-Boot dotarł do bazy w Breście.

### Drugi rejs bojowy
U-754 na swój drugi rejs bojowy wypłynął 7 marca 1942 roku (zobacz trasę). Zatopił na nim 7 statków o łącznej pojemności 31 578 BRT oraz uszkodził 1 o pojemności 490 BRT.
23 marca o 15:41 trafił on marudera z konwoju HX-181, brytyjski zbiornikowiec „British Prudence” (8620 BRT) na pozycji 45°28′00″N 56°13′00″W/45,466667 -56,216667. Tankowiec wiózł do Clyde 12 000 ton oleju napędowego. Zginęły 3 osoby, 47 uratowano.
31 marca o 8:08 U-754 zaatakował z broni pokładowej amerykański parowy nieuzbrojony holownik „Menominee” (441 BRT), ciągnący trzy barki z Norfolk do Stamford. Holownik zwolnił barki, przyspieszając z 5 do 11 węzłów, jednak zatonął po 4 trafieniu (pozycja:37°34′00″N 75°25′00″W/37,566667 -75,416667). Większość członków załogi zdołała opuścić tonącą jednostkę, ale tylko dwójce udało się dotrzeć do tratwy ratunkowej – jedynie oni ocaleli. 16 osób zginęło. U-Boot wrócił do barek i ostrzelał je, topiąc „Allegheny” (914 BRT) wiozącą 1448 ton węgla, „Barnegat” (914 BRT) z ładunkiem 1511 ton węgla oraz uszkodził „Ontario” (490 BRT), która nie chciała zatonąć ze względu na ładunek drewna. W każdej z nich znajdowało się 3 członków załogi; wszyscy przeżyli.
Następnego dnia okręt zaatakował niekonwojowany i nieuzbrojony amerykański tankowiec „Tiger” (5992 BRT), wiozący do Norfolk 64 321 baryłek oleju napędowego dla marynarki wojennej. Pierwsza salwa trzech torped chybiła, ponieważ tankowiec zmniejszył prędkość aby wyłowić jedną osobę z morza. Kolejna torpeda trafiła i statek od 16:18 zaczął powoli osiadać na pozycji 36°50′00″N 75°49′00″W/36,833333 -75,816667. Na okręcie przebywały wtedy 42 osoby – załoga licząca 36 osób oraz 6 artylerzystów (jako pasażerowie) – z powodu ataku zginął 1 człowiek, artylerzysta pełniący wachtę obserwacyjną. Próbowano odholować tankowiec, ale ostatecznie zatonął on podczas transportu 2 kwietnia.
3 kwietnia o 11:49 U-Boot zaatakował pojedynczą torpedą niekonwojowany, niezygzakujący amerykański frachtowiec „Otho” (4839 BRT), wiozący do Filadelfii 1300 ton oleju palmowego, 750 ton cyny oraz 4400 ton rudy manganu. Po trafieniu statek zatonął w ciągu dwunastu minut na pozycji 36°25′00″N 72°22′00″W/36,416667 -72,366667. Znajdowały się na nim 53 osoby – 36-osobowa załoga, 10 operatorów dział oraz 7 pasażerów. Ewakuowali się oni trzema łodziami ratunkowymi oraz tratwą. 8 kwietnia odnaleziono jedną łódź, a 25 kwietnia tratwę z rozbitkami w stanie krytycznym (1 osoba zmarła w godzinę po podniesieniu z morza). Pozostałych łodzi ratunkowych nigdy nie odnaleziono. Zginęło 32 ludzi.
6 kwietnia o 20:58 U-754 zaatakował dwiema torpedami niekonwojowany tankowiec motorowy „Kollskegg” (9858 BRT) płynący pod norweską banderą. Wiózł 8000 ton ropy naftowej i 6300 ton oleju napędowego. Torpedy trafiły w sterburtę, przechylając statek o 20–25 stopni, mimo to utrzymywał się on nadal na powierzchni. Początkowy alarm ewakuacyjny został odwołany przez kapitana, który uświadomił sobie, że tankowiec nie zatonie. Z powodu alarmu utracono jednak motorówkę, która samotnie dryfowała, a 10 osób znajdowało się na innej łodzi ratunkowej poza statkiem w momencie wydania rozkazu „cała naprzód”. Ze względu na zagrożenie powtórnym atakiem nie czekano na ich powtórne wejście na pokład. Wysyłano drogą radiową komunikaty o wrogim okręcie podwodnym. U-754 rozpoczął pościg i ostatecznie następnego dnia, o 2:18, trafił torpedą w maszynownię i statek zatonął w ciągu 4 minut na pozycji 34°58′00″N 63°38′00″W/34,966667 -63,633333. Z 42-osobowej załogi zginęły 4 osoby, w tym główny mechanik znajdujący się w maszynowni w momencie eksplozji.
Po 50 dniach, 25 kwietnia 1942 roku, okręt wrócił do bazy w Breście.

### Trzeci rejs bojowy
U-754 na swój trzeci rejs bojowy wypłynął 19 maja 1942 roku (zobacz trasę). Zatopił na nim 2 statki o łącznej pojemności 12 695 BRT.
29 maja o 6:10, płynąc na wschodnie wybrzeże Ameryki, Oestermann zaatakował i zatopił na środku oceanu nieeskortowany brytyjski frachtowiec „Waiwera” (12 435 BRT) płynący do Liverpoolu (pozycja:45°49′00″N 34°29′00″W/45,816667 -34,483333). Na statku znajdowało się 105 ludzi, 12 933 ton żywności oraz 2100 worków z pocztą. 8 osób zginęło.
Po przybyciu w rejon patrolowania meldował o silnej obronie oraz o braku celów – okręty pływały teraz wyłącznie w konwojach. Jedynie 28 lipca udało mu się zatopić z działa trawler rybacki „Ebb” (260 BRT) wiozący 38 ton prowiantu (pozycja 43°18′00″N 63°50′00″W/43,300000 -63,833333), zużywając około 50 pocisków. Z 17-osobowej załogi zginęło 5 ludzi. Zatopienie jest kontrowersyjne, ponieważ trawler został ostrzelany przed szansą ucieczki przez załogę; ogień wstrzymano po ratunkowym sygnale świetlnym. Niemieccy dowódcy częściej praktykowali zatrzymanie i żądanie opuszczenia statku – ostrzał prowadzono po ewakuacji lub gdy statek rozpoczął uciekać. Niewykluczone, że Oestermann obawiał się zasadzki, wywiad doniósł bowiem o pewnej ilości uzbrojonych trawlerów na Wschodnim Wybrzeżu.

#### Zatopienie
31 lipca 1942 roku okręt został zaatakowany przez kanadyjski samolot zwalczania okrętów podwodnych typu Hudson, na pozycji 43°02′00″N 64°52′00″W/43,033333 -64,866667. Samolot zrzucił cztery bomby głębinowe w miejscu, gdzie zanurzał się U-Boot, po czym krążył nad tym akwenem. Po około godzinie pilot zauważył wynurzający się kiosk okrętu, który ostrzelał z karabinów maszynowych. Nastąpiła wtedy ogromna eksplozja, której przyczyna jest niejasna.
Nikt z załogi U-754 nie przeżył.

## Lista trafionych jednostek
1 rejs bojowy:
- „Belize” (2153 BRT)
- „William Hansen” (1344 BRT)
- „Mount Kitheron” (3876 BRT)
- „Icarion” (4013 BRT)

2 rejs bojowy:
- „British Prudence” (8620 BRT)
- „Menominee” (441 BRT)
- „Allegheny” (914 BRT)
- „Barnegat” (914 BRT)
- „Ontario” (490 BRT) – uszkodzony
- „Tiger” (5992 BRT)
- „Otho” (4839 BRT)
- „Kollskegg” (9858 BRT)

3 rejs bojowy:
- „Waiwera” (12 435 BRT)
- „Ebb” (260 BRT)